# Chris Miller

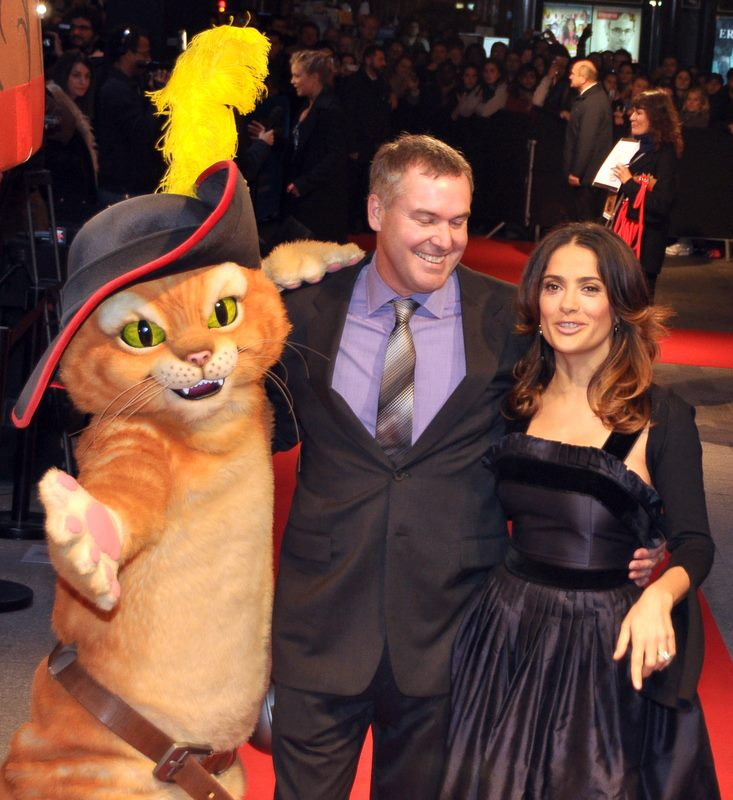
Chris Miller tillsammans med Salma Hayek vid premiären av filmen Mästerkatten 2011.

Christopher "Chris" Miller, född 1968, är en amerikansk röstskådespelare och filmregissör.

## Filmografi
- 1998 – Antz
- 2001 – Shrek
- 2003 – Sinbad: Legenden om de sju haven
- 2004 – Shrek 2
- 2004 – Hajar som hajar
- 2005 – Madagaskar
- 2007 – Shrek den tredje
- 2008 – Madagaskar 2
- 2009 – Monsters vs. Aliens
- 2010 – Shrek – Nu och för alltid
- 2011 – Mästerkatten
- 2012 – Madagaskar 3
- 2013 – Turbo
- 2014 – Pingvinerna från Madagaskar
- 2017 – Baby-bossen
- 2017 – Kapten Kalsong: Filmen
- 2025 – Smurfar